# Seymour (Familienname)
Seymour ist ein englischer Familienname.

## Namensträger

### A
- Alan Seymour (1927–2015), australischer Drehbuchautor
- Anne Seymour (1909–1988), US-amerikanische Schauspielerin
- Anne Seymour, Duchess of Somerset (1510–1587), englische Adlige und Literaturmäzenin
- Arthur James Seymour (1914–1989), guyanischer Dichter

### B
- Beauchamp Seymour, 1. Baron Alcester (1821–1895), britischer Admiral

### C
- Cara Seymour (* um 1964), britische Schauspielerin
- Carolyn Seymour (* 1947), englische Schauspielerin
- Charles Seymour, 6. Duke of Somerset (1662–1748), britischer Hof- und Staatsbeamter
- Charles Seymour (Historiker) (1885–1963), US-amerikanischer Historiker
- Charles Seymour, Jr. (1912–1977), britischer Historiker und Kunstwissenschaftler
- Clarine Seymour (1898–1920), US-amerikanische Schauspielerin

### D
- Dan Seymour (1915–1993), US-amerikanischer Schauspieler
- David Seymour (Chim; 1911–1956), polnischer Fotograf
- David Seymour (Politiker) (* 1983), neuseeländischer Politiker
- David L. Seymour (1803–1867), US-amerikanischer Politiker
- Dean Seymour (* 1971), kanadischer Eishockeyspieler

### E
- Edward Seymour, 1. Duke of Somerset (um 1500–1552), englischer Staatsmann
- Edward Seymour, 1. Earl of Hertford (1539–1621), englischer Adliger
- Edward Seymour, Lord Beauchamp (1561–1612), englischer Adliger
- Edward Seymour, 4. Baronet (1633–1708), englischer Politiker
- Edward Seymour, 5. Baronet (1663–1741), englisch-britischer Adliger und Politiker
- Edward Seymour, 8. Duke of Somerset (1695–1757), britischer Peer und Politiker
- Edward Seymour, 9. Duke of Somerset (1718–1792), britischer Peer und Politiker
- Edward Seymour, 12. Duke of Somerset (1804–1885), britischer Politiker
- Edward Hobart Seymour (1840–1929), britischer Admiral
- Edward Woodruff Seymour (1832–1892), US-amerikanischer Politiker
- Elijah Seymour (* 1998), Fußballspieler der Cayman Islands
- Elizabeth Seymour, Duchess of Somerset (geborene Percy; 1667–1722), englische Hofdame
- Elizabeth Seymour († 1568) (* um 1518; † 1568), englische Adlige, Schwester von Königin Jane Seymour
- Ethel Seymour (1897–1963), britische Turnerin

### F
- Felipe Seymour (* 1987), chilenischer Fußballspieler
- Frederick Seymour (1820–1869), britischer Kolonialbeamter
- Frances Seymour, Lady Hungerford (vor 1654–1716), englische Adlige
- Frances Seymour, Duchess of Somerset (1699–1754), britische Adlige und Dichterin
- Frances Seymour, Marchioness of Granby (1728–1761), britische Adlige
- Frances Seymour (Medizinerin), US-amerikanische Medizinerin
- Frances Seymour (Zoologin), US-amerikanische Zoologin und Umweltwissenschaftlerin
- Frances Seymour Brokaw (geb. Frances Ford Seymour; 1908–1950), kanadisch-amerikanische Gesellschaftsdame, Ehefrau von Henry Fonda
- Francis Seymour, 1. Baron Seymour of Trowbridge (um 1590–1664), englischer Adliger
- Francis Seymour, 5. Duke of Somerset (1658–1678), englischer Adliger
- Francis Seymour, 5. Marquess of Hertford (1812–1884), britischer Adliger
- Francis Seymour-Conway, 1. Baron Conway (1679–1732), britischer Adliger
- Francis Seymour-Conway, 1. Marquess of Hertford (1718–1794), britischer Adliger

### G
- George Seymour, 7. Marquess of Hertford (1841–1940), britischer Politiker
- Gerald Seymour (* 1941), britischer Schriftsteller
- Grit Seymour (* 1966), deutsche Modedesignerin und Hochschullehrerin

### H
- Henry Seymour (Admiral), britischer Admiral
- Henry Seymour (Schriftsteller) (* 1931), deutsch-britischer Krimiautor
- Henry Seymour, 9. Marquess of Hertford (* 1958), britischer Politiker
- Henry Seymour Conway (1719–1795), britischer General und Staatsmann
- Henry Charles Seymour (1878–1939), britischer Adliger und Offizier
- Henry W. Seymour (1834–1906), US-amerikanischer Politiker
- Horace James Seymour (1885–1978), britischer Diplomat
- Horatio Seymour (Politiker, 1778) (1778–1857), US-amerikanischer Politiker (Vermont)
- Horatio Seymour (Politiker, 1810) (1810–1886), US-amerikanischer Politiker (New York)
- Hugh Seymour, 6. Marquess of Hertford (1843–1916), britischer Politiker
- Hugh Seymour, 8. Marquess of Hertford (1930–1997), britischer Peer und Politiker

### I
- Isabel Seymour (1882–1968), englisch-britische Suffragette und Lokalpolitikerin
- Isabella Seymour-Conway, Marchioness of Hertford (eigentlich Isabella Anne Ingram; 1759–1834), britische Adlige, Mätresse von König Georg IV. von Großbritannien

### J
- Jane Seymour (Königin) (um 1509–1537), englische Königin-Gemahlin von Heinrich VIII.
- Jane Seymour (Schauspielerin) (* 1951), britisch-US-amerikanische Schauspielerin
- Jarred Seymour (* 1990), australischer Eishockeyspieler
- Jeanni Seymour (* 1992), südafrikanische Triathletin
- Jerszy Seymour (* 1968), kanadischer Produktdesigner
- Jett Seymour (* 1998), US-amerikanischer Skirennläufer
- Jill Seymour (* 1958), britische Politikerin
- Jim Seymour (Journalist) (1942–2002), US-amerikanischer Computerjournalist und Autor
- Jim Seymour (Leichtathlet) (* 1949), US-amerikanischer Hürdenläufer
- John Seymour (Gouverneur) (1649–1709), Gouverneur der Province of Maryland
- John Seymour (1914–2004), britischer Farmer und Autor
- John Seymour, 19. Duke of Somerset (* 1952), britischer Peer und Großgrundbesitzer
- John F. Seymour (* 1937), US-amerikanischer Immobilieninvestor und Politiker (Republikanische Partei)

### K
- Katrina Seymour (* 1993), bahamaische Leichtathletin
- Kelly Seymour (1936–2019), südafrikanischer Cricketspieler

### L
- Lynn Seymour (1939–2023), kanadische Ballerina

### M
- Michael Seymour, 1. Baronet (1768–1834), britischer Admiral
- Michael Seymour (Marineoffizier, 1802) (1802–1887), britischer Admiral
- Michael Seymour (Szenenbildner) (1932–2018), US-amerikanischer Szenenbildner
- Michael Culme-Seymour, 3. Baronet (1836–1920), britischer Admiral
- Michael Culme-Seymour, 4. Baronet (1867–1925), britischer Admiral
- Michael Culme-Seymour, 5. Baronet (1909–1999), britischer Adliger
- Michael Culme-Seymour, 6. Baronet (* 1962), britischer Adliger
- Miranda Seymour, britische Literaturwissenschaftlerin und Biografin
- Morgan Seymour (* 1993), neuseeländischer Volleyball- und Beachvolleyballspieler

### N
- Nathan Perkins Seymour (1813–1891), US-amerikanischer Klassischer Philologe

### O
- Origen S. Seymour (1804–1881), US-amerikanischer Politiker

### P
- Paul Seymour (Basketballspieler) (Paul Norman Seymour; 1928–1998), US-amerikanischer Basketballspieler und -trainer
- Paul Seymour (Footballspieler) (Paul Christopher Seymour; * 1950), US-amerikanischer American-Football-Spieler
- Paul Seymour (Mathematiker) (Paul D. Seymour; * 1950), britischer Mathematiker
- Pedrya Seymour (* 1995), bahamaische Leichtathletin
- Popham Seymour-Conway (1675–1699), irischer Landadliger und Politiker

### R
- Ralph Seymour (* 1956), US-amerikanischer Schauspieler
- Richard Seymour, 4. Baron St. Maur (um 1351–1401), englischer Adliger
- Richard Seymour, 5. Baron St. Maur († 1409), englischer Adliger
- Richard Seymour (Geistlicher, I), britischer Geistlicher und Missionar
- Richard Seymour (Geistlicher, 1806) (1806–1880), britischer Geistlicher und Autor
- Richard Seymour (Mediziner) (* 1937), Mediziner
- Richard Seymour (Schauspieler), britischer Schauspieler
- Richard Seymour (Schriftsteller) (* 1977), britischer Schriftsteller
- Richard Seymour (Footballspieler) (Richard Vershaun Seymour; * 1979), US-amerikanischer American-Football-Spieler, Pokerspieler und Unternehmer
- Richard Seymour-Conway, 4. Marquess of Hertford (1800–1870), britischer Politiker
- Robert Seymour (1798–1836), britischer Illustrator und Karikaturist
- Ruth Seymour (1935–2023), US-amerikanische Hörfunkmanagerin

### S
- Stephanie Seymour (* 1968), US-amerikanisches Fotomodell
- Stephen Seymour (1919–1973), US-amerikanischer Szenenbildner
- Steve Seymour (1920–1973), US-amerikanischer Leichtathlet

### T
- Tanya Seymour (* 1983), südafrikanische Dressurreiterin
- Thomas Seymour, 1. Baron Seymour of Sudeley (um 1508–1549), englischer Heerführer und Edelmann
- Thomas Day Seymour (1848–1907), US-amerikanischer Klassischer Philologe
- Thomas H. Seymour (1807–1868), US-amerikanischer Politiker
- Tommy Seymour (* 1988), schottischer Rugby-Union-Spieler
- Truman Seymour (1824–1891), US-amerikanischer General der Unionsarmee

### W
- Webb Seymour, 10. Duke of Somerset (1718–1793), britischer Peer und Politiker
- William Seymour, 2. Duke of Somerset (1588–1660), englischer Adliger
- William Seymour (Politiker) (1775–1848), US-amerikanischer Jurist und Politiker
- William J. Seymour (1870–1922), US-amerikanischer Prediger